# إريك ديفيس
إريك ديفيس (بالإنجليزية: Erik Davis)‏ هو مؤرخ أمريكي، ولد في 12 يونيو 1967 في ريدوود في الولايات المتحدة.